# Presentació de Jesús al Temple (Mestre de la Seu d'Urgell)
Presentació de Jesús al Temple és un quadre del Mestre de la Seu d'Urgell pintat cap al 1495 que actualment forma part de la col·lecció permanent del Museu Nacional d'Art de Catalunya. Procedeixen de les portes de l'orgue de la catedral de la Seu d'Urgell (Alt Urgell) 

## Descripció
De tots els fragments que formaven el conjunt decoratiu de les portes de l'orgue de la catedral de la Seu d'Urgell, destaca, per qualitat i originalitat, l'escena de la Presentació de Jesús al Temple.
Aquesta representació esdevé un tema popular en la iconografia de l'època i s'utilitza amb la finalitat de remarcar l'important paper que la providència assigna a l'Església en la seva missió redemptora. De fet, tot el programa iconogràfic gravita a l'entorn del tema de l'Església com a comunitat de creients.